# Дальстрём, Александра
Александра Дальстрём (швед. Alexandra Dahlström; р. 12 февраля 1984, Евле) — шведская актриса.

## Биография
Родилась в Евле и выросла в Стокгольме. Отец — швед, мать — русская. Свободно говорит на шведском, русском и английском языках.
Дальстрём получила международное признание в 1998 году, после того, как сыграла роль Элин в фильме Fucking Åmål (прокатное название в России «Покажи мне любовь»). За работу в этом фильме она получила «Золотого жука» за лучшую женскую роль, вместе с Ребеккой Лильеберг. От многочисленных предложений играть в новых фильмах она отказалась, заявив, что хочет окончить школу.
В 2002 году Дальстрём снова работала с режиссёром Fucking Åmål Лукасом Мудиссоном над фильмом «Лиля навсегда», на этот раз в качестве помощника режиссёра и переводчика.
После окончания школы Дальстрём жила в Стокгольме. Она играла в театре, а после перерыва в несколько лет играла в фильме Fröken Sverige (Мисс Швеция). Осенью 2004 года Александра работала диджеем в шведском ночном телешоу Sen kväll med Luuk. После этого она некоторое время жила в Риме в Италии.
В 2007—2008 годах Александра снималась в голландском телесериале Goede Tijden, Slechte Tijden на канале RTL 4. Она играла находящуюся в Голландии по обмену шведскую студентку Скайлар Нильссон.

## Фильмография
- (1997) Правда или смелость — Fanny
- (1998) St. Mikael (телесериал) — Erika
- (1998) Покажи мне любовь / Fucking Åmål — Elin Olsson
- (1999) In bed with Santa / Tomten är far till alla barnen — Jeanette
- (2001) La Carpe — Béatrice (короткометражный фильм)
- (2004) Мисс Швеция / Miss Sweden — Moa
- (2004) Som kärlek fast på riktigt! / Like Love But for Real! — Viola Karlsson
- (2007) Goede tijden, slechte tijden / Good Times, Bad Times — Skylar Nilsson
- (2008) Mañana — Petra
- (2010- 2014) Тайные связи / Covert Affairs — Carlijn
- (2010) Наш день придет / Notre jour viendra — «Дочь фараона»
- (2012) Блонди / Blondie — Lova
- (2012) Astro, uma fábula urbana em um Rio de janeiro mágico — Астро
- (2012) Она обставляет его / She’s Staging It — Julie / играет саму себя
- (2012) Плеер / Player — Аманда
- (2013) Ömheten / Нежность — Учитель
- (2014) Antingen-eller — Torild

## Роли в театре
- Kranes konditori (1999)
- En vacker värld (2001)
- Гамлет в постановке театра зеркал (SPEGELTEATERN) — Офелия (2008)

## Интересные факты
- В 1998 году в фильме Покажи мне любовь / Fucking Åmål Александра произносит фразу «Я буду мисс Швеция!» (в сцене с юбкой в лифте в начале фильма) и в 2004 году снимается в фильме Fröken Sverige — мисс Швеция.

### Интервью
- Интервью журналу «Я молодой» (рус.)
- Интервью на dutch television
- Интервью на Göteborg Film Festival 2008 (швед.)
- Интервью на шведском телеканале ZTV по поводу фильма Lacrimosa (недоступная ссылка) (швед.) видео 28 минут. Запись 31 марта 2008 г.
- Интервью на шведском телеканале TV4 по поводу фильма Lacrimosa (швед.) видео 8:51 минут.